# Hollands Kroon (gemeente)

Topografische gemeentekaart van Hollands Kroon, september 2023

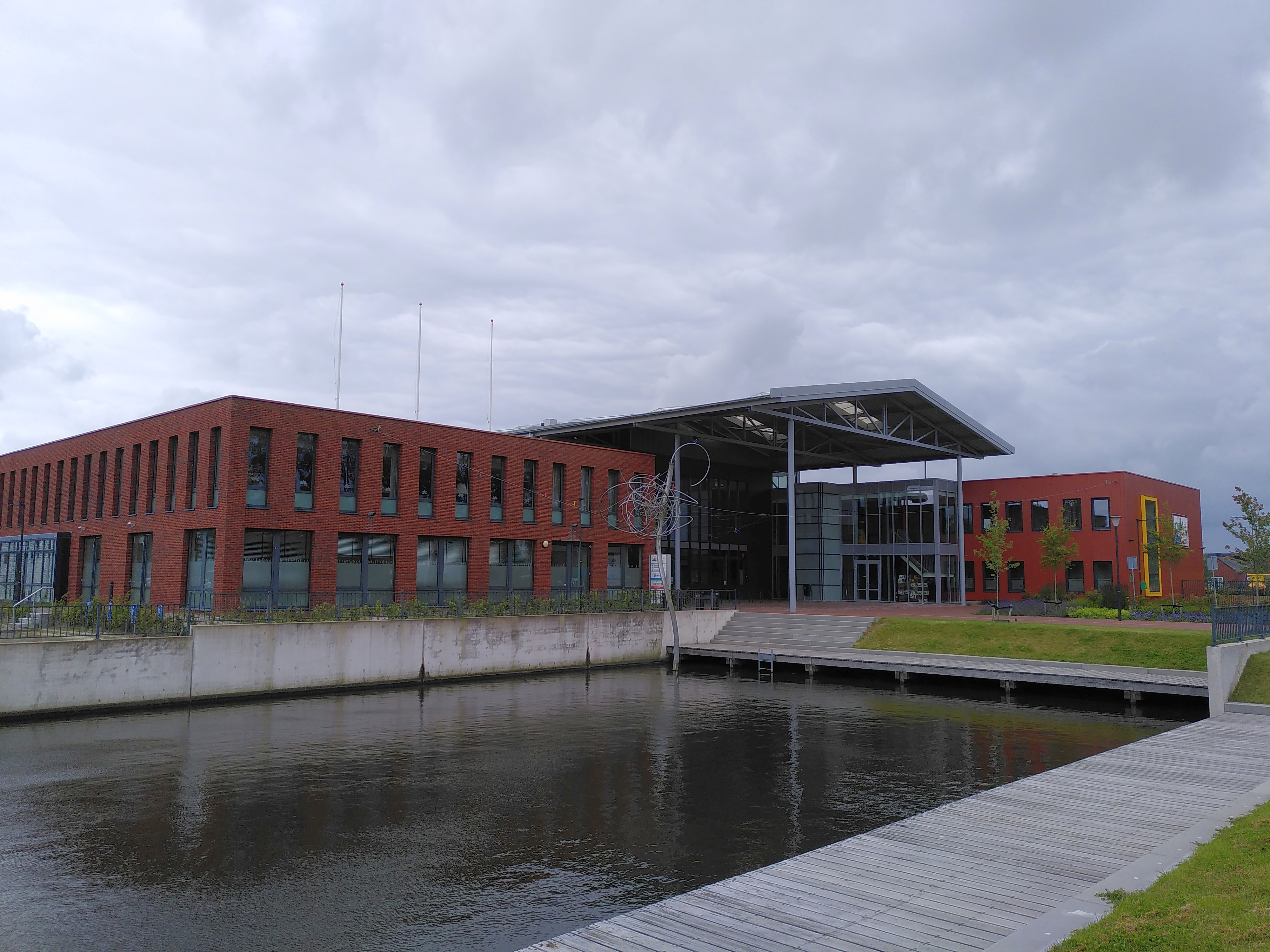
Het gemeentehuis van de gemeente Hollands Kroon. Het gebouw staat in Anna Paulowna, de hoofdplaats van de gemeente.

Hollands Kroon is een gemeente in het noorden van de provincie Noord-Holland. De hoofdplaats is Anna Paulowna. De gemeente bestaat uit het voormalige eiland Wieringen, de ingepolderde Wieringermeer en enkele oudere polders. De gemeente ligt gedeeltelijk in de regio West-Friesland.
De gemeente Hollands Kroon ligt in de Kop van Noord-Holland en is onderdeel van de samenwerkingsregio de Noordkop. Het gemeentehuis van Hollands Kroon staat in Anna Paulowna. Het is een landelijke gemeente met een aanzienlijke agrarische samenleving rond zowel veeteelt, landbouw, bollenteelt als glastuinbouw.

## Geschiedenis

### Geschiedenis van het gebied
De gemeente beslaat een gebied dat in de loop van de eeuwen is ingepolderd nadat het in de middeleeuwen grotendeels door de zee was verzwolgen. Een deel van de gemeente maakte lange tijd deel uit van de Zuiderzee, de voormalige gemeente Niedorp ligt binnen de Westfriese Omringdijk terwijl Wieringen lang een eiland is geweest. Dit eiland verkreeg in 1432 stadsrechten. Ook in het gebied binnen de Westfriese Omringdijk verkregen verschillende dorpen stadsrechten. Zo kregen de dorpen Barsingerhorn en Haringhuizen samen als stede Barsingerhorn stadsrechten, terwijl de stede Niedorp gevormd werd door de dorpen Nieuwe Niedorp en Oude Niedorp. Winkel verkreeg afzonderlijk een stadsrecht in 1415. Ze maakten deel uit van een hele reeks plattelandssteden in West-Friesland.
Wieringen hield in het begin van de 20e eeuw op te bestaan als eiland door de inpoldering van het Wieringermeer. Vanaf Wieringen verbindt de Afsluitdijk de gemeente met de provincie Friesland. Het gebied van de gemeente Hollands Kroon is van oudsher gericht op land- en- tuinbouw. De bloembollenteelt rond Breezand en het kassengebied Agriport in de Wieringermeerpolder zijn daar eigentijdse voorbeelden van.

### Geschiedenis van de gemeente
De gemeente ontstond op 1 januari 2012 bij de fusie van de gemeenten Wieringen, Wieringermeer, Anna Paulowna en Niedorp.
Op 13 september 2011 stemde de Eerste Kamer in met de fusiegemeente waardoor de gemeente daadwerkelijk kon ontstaan. Op 23 november 2011 kozen de inwoners van de vier toenmalige gemeenten bij herindelingsverkiezingen de eerste gemeenteraad van Hollands Kroon. De gemeente komt meerdere malen landelijk in het nieuws vanwege de komst van grootschalige datacenters van Microsoft en Google en vermeende bestuurlijke misleiding hieromtrent.

### Naamgeving van de fusiegemeente
De eerste werknaam van de fusiegemeente was Amstelmeer, dit omdat drie van de vier gemeenten aan dit gelijknamige meer zijn gelegen, zie het artikel Amstelmeer. Men besloot uiteindelijk een wedstrijd uit te schrijven onder de inwoners voor het bedenken van een gemeentenaam. Op 27 april 2010 werd de naam Hollands Kroon bekendgemaakt nadat inwoners voorstellen ter naamgeving hadden ingezonden. De naam komt overeen met die van het voormalige waterschap Hollands Kroon dat in 1994 uit een fusie was ontstaan en in 2003 in het Hoogheemraadschap Hollands Noorderkwartier is opgegaan.

## Plaatsen binnen de gemeente
| Dorpen/Gehuchten: - Anna Paulowna - Barsingerhorn - Breezand - De Strook - De Haukes - Den Oever - Haringhuizen - Hippolytushoef - Kleine Sluis - Kolhorn - Kreil - Kreileroord - Lutjewinkel - Middenmeer - Moerbeek - Nieuwe Niedorp - Nieuwesluis - Oosterklief - Oosterland - Oude Niedorp - Slootdorp - Smerp - Stroe - Terdiek - Tolke (gedeeltelijk) - Van Ewijcksluis - Vatrop - 't Veld - Verlaat (gedeeltelijk) - Westerklief - Westerland - Wieringerwaard - Wieringerwerf - Winkel - Zijdewind | Buurtschappen: - Dam - Blokhuizen - De Belt - De Bomen - De Elft - De Gest - De Heid - De Hoelm - De Kampen - De Leijen - De Normer - De Strook - De Weel (gedeeltelijk) - De Weere - Emaus - Gelderse Buurt - Groetpolder - Hanedoes - Hogebieren - Hollebalg - Langereis (gedeeltelijk) - Lutjekolhorn - Mientbrug - Noord-Stroe - Noordburen - Noorderbuurt - Poolland - Spoorbuurt - Tin - Vennik (gedeeltelijk) - Wateringskant - Westeinde - Zandburen |

## Verkeer en vervoer

### Weg
Binnen de gemeente ligt de autosnelweg A7. Autowegen zijn de N99, N239, N240, N241, N242, N248 en de N249.

### Spoor
Het enige treinstation binnen de gemeente is station Anna Paulowna met de volgende spoorverbinding:
- Den Helder - Amsterdam Centraal - Nijmegen

### Luchtvaart
Gemeente Hollands Kroon heeft twee vliegvelden binnen de grenzen:
- Vliegveld Wieringermeer nabij Slootdorp. Dit is een zweefvliegveld
- Vliegveld Middenmeer. Dit is een zogenaamd ultralight vliegveld, bedoeld voor kleine sportvliegtuigen.

## Gemeenteraad
De gemeenteraad van Hollands Kroon bestaat uit 29 zetels. Hieronder de behaalde zetels per partij bij de gemeenteraadsverkiezingen sinds 2011:
| Partij                                      | 2011   | 2014 | 2018 | 2022 |
| ------------------------------------------- | ------ | ---- | ---- | ---- |
| Onafhankelijk Hollands Kroon (OHK)          | -      | -    | 3    | 8    |
| CDA                                         | 5      | 4    | 5    | 5    |
| VVD                                         | 8      | 5    | 5    | 4    |
| Senioren Hollands Kroon (SHK)               | 4      | 6    | 7    | 4    |
| GroenLinks                                  | 1      | 1    | 2    | 2    |
| PvdA                                        | 4      | 3    | 2    | 2    |
| LADA & ANDERS!                              | -      | -    | -    | 2    |
| D66                                         | 1      | 2    | 2    | 2    |
| ChristenUnie                                | 1      | 1    | 1    | -    |
| Lokaal Alternatief Democratie Anders (LADA) | 3      | 6    | 1    | -    |
| ANDERS!                                     | 1*     | 1**  | 1    | -    |
| Partij Vrije Liberalen                      | 1      | -    | -    | -    |
| Totaal                                      | 29     | 29   | 29   | 29   |
| Opkomst                                     | 40,52% |      |      |      |

*: als Progressief Wieringermeer
**: als Progressief Hollands Kroon

### College 2012-2014
Het eerste college van Burgemeester en Wethouders werd gevormd door de VVD, het CDA en de PvdA. Voor de VVD namen Enno Bijlstra (68, Winkel) en Theo Meskers (49, Breezand) plaats in het college, voor het CDA Lia Franken (56, Anna Paulowna) en voor de PvdA Jan Steven van Dijk (50, Kolhorn). De wethouders werden op maandag 2 januari 2012 tijdens de eerste gemeenteraadsvergadering geïnstalleerd. De eerste burgemeester was Theo van Eijk, oud-burgemeester van Medemblik. De eerste gemeentesecretaris van Hollands Kroon is de heer Wim van Twuijver. vanaf september 2012 was Jaap Nawijn de burgemeester van Hollands Kroon.

### Collegevorming 2014
Na de verkiezingen van 2014 werd een college gevormd dat bestaat uit een coalitie van VVD, Senioren Hollands Kroon, CDA en LADA (Democratie Anders).
De samenstelling van dat college was als volgt:
Burgemeester
- Jaap Nawijn (VVD)

Wethouders
- Th.J. Meskers (VVD)
- M.M.J. van Gent-Overdevest (Senioren Hollands Kroon)
- T.J.M. Groot (CDA)
- F. Westerkamp (LADA (Democratie Anders))

### Collegevorming 2018
Na de verkiezingen van 2018 veranderde de samenstelling van het college. LADA (Democratie Anders) zakte van 5 zetels naar 1 zetel, en nam niet meer plaats in het college. De andere partijen konden, mede door de stijging in het aantal zetels van SHK (6 naar 7) en CDA (4 naar 5), de coalitie voortzetten. De samenstelling van het college is als volgt:
Burgemeester
- Rian van Dam (PvdA)

Wethouders
- Th.J. Meskers (VVD)
- M.M.J. van Gent-Overdevest (Senioren Hollands Kroon)
- T.J.M. Groot (CDA)

Ook de jongeren werden bij de gemeenteraadsverkiezingen van 2018 goed vertegenwoordigd. Bij de installatie van de nieuwe gemeenteraad waren Daan Pruimboom (19, OHK) en Lars Ruiter (21, VVD) de jonge nieuwkomers.

## Monumenten
In de gemeente zijn er een aantal rijksmonumenten, gemeentelijke monumenten, en oorlogsmonumenten, zie:
- Lijst van rijksmonumenten in Hollands Kroon
- Lijst van gemeentelijke monumenten in Hollands Kroon
- Lijst van oorlogsmonumenten in Hollands Kroon

### Kunst in de openbare ruimte
In de gemeente Hollands Kroon zijn diverse beelden, sculpturen en objecten geplaatst in de openbare ruimte, zie:
- Lijst van beelden in Hollands Kroon

## Aangrenzende gemeenten
| Aangrenzende gemeenten      | Aangrenzende gemeenten             | Aangrenzende gemeenten | Aangrenzende gemeenten | Aangrenzende gemeenten    |
| --------------------------- | ---------------------------------- | ---------------------- | ---------------------- | ------------------------- |
| Den Helder Texel (Noordzee) |                                    |                        |                        | Harlingen (Fr) (Noordzee) |
|                             |                                    |                        |                        |                           |
| Schagen                     | Súdwest-Fryslân (Fr) (Afsluitdijk) |                        |                        |                           |
|                             |                                    |                        |                        |                           |
|                             |                                    | Dijk en Waard Opmeer   |                        | Medemblik                 |